# West Cheshire Association Football League
West Cheshire Association Football League är en engelsk fotbollsliga baserad i Cheshire. Den grundades 1892 under namnet Wirral District A.F.L., men 1906 ändrades namnet till West Cheshire League.
Ligan har tre seniordivisioner och en ungdomsdivision; toppdivisionen Division One ligger på nivå 11 i det engelska ligasystemet. Vinnaren av Division One kan flyttas upp till North West Counties Football League Division One om de uppfyller vissa krav.

## Mästare
| Säsong  | Division One             | Division Two               | Division Three              |
| ------- | ------------------------ | -------------------------- | --------------------------- |
| 1975    | Cammell Laird FC         |                            |                             |
| 1976    | Cammell Laird FC         |                            |                             |
| 1977    | Cammell Laird FC         |                            |                             |
| 1978    | Cammell Laird FC         |                            |                             |
| 1979    | Cammell Laird FC         |                            |                             |
| 1980-81 | Cammell Laird FC         | Hoylake Athletic           | N/A                         |
| 1981-82 | Cammell Laird FC         | Poulton Victoria reserves  | N/A                         |
| 1982-83 | Cammell Laird FC         | Mersey Royal               | N/A                         |
| 1983-84 | Cammell Laird FC         | Mersey Royal               | N/A                         |
| 1984-85 | Heswall                  | Cammell Laird FC reserves  | N/A                         |
| 1985-86 | Vauxhall Motors          | Merseyside Police          | N/A                         |
| 1986-87 | Cammell Laird FC         | Rivacre Sports & Social    | N/A                         |
| 1987-88 | Heswall                  | Higher Bebington           | N/A                         |
| 1988-89 | Cammell Laird FC         | Higher Bebington           | N/A                         |
| 1989-90 | Cammell Laird FC         | Heswall reserves           | N/A                         |
| 1990-91 | Cammell Laird FC         | Heswall reserves           | N/A                         |
| 1991-92 | Cammell Laird FC         | Poulton Victoria reserves  | N/A                         |
| 1992-93 | Christleton              | Cammell Laird FC reserves  | N/A                         |
| 1993-94 | Cammell Laird FC         | Cammell Laird FC reserves  | N/A                         |
| 1994-95 | Vauxhall Motors          | Vauxhall Motors reserves   | N/A                         |
| 1995-96 | Poulton Victotia         | Poulton Victoria reserves  | N/A                         |
| 1996-97 | Poulton Victotia         | Heswall reserves           | N/A                         |
| 1997-98 | Poulton Victoria         | General Chemicals          | N/A                         |
| 1998-99 | Cammell Laird FC         | Heswall reserves           | B I C C Helsby              |
| 1999-00 | Poulton Victoria         | B I C C Helsby             | Pavilions                   |
| 2000-01 | Cammell Laird FC         | Aintree Villa              | Mallaby                     |
| 2001-02 | Christleton              | Mallaby                    | Maghull reserves            |
| 2002-03 | Vauxhall Motors reserves | Poulton Victoria reserves  | Ashville reserves           |
| 2003-04 | Newton                   | Merseyside Police          | MANWEB reserves             |
| 2004-05 | Heswall                  | New Brighton               | Mond Rangers reserves       |
| 2005-06 | Poulton Victoria         | Upton Athletic Association | West Kirby reserves         |
| 2006-07 | West Kirby               | Runcorn Town               | A F C Bebington Athletic    |
| 2007-08 | West Kirby               | Poulton Victoria reserves  | Mossley Hill Athletic       |
| 2008-09 | West Kirby               | Helsby                     | FC Pensby                   |
| 2009-10 | Cammell Laird Reserves   | Southport Trinity          | Hale                        |
| 2010-11 | West Kirby               | Ashville                   | Runcorn Linnets FC Reserves |